# Eudelus simillimus
Eudelus simillimus är en stekelart som först beskrevs av Taschenberg 1865.  Eudelus simillimus ingår i släktet Eudelus och familjen brokparasitsteklar. Arten är reproducerande i Sverige. Inga underarter finns listade i Catalogue of Life.